# 曲梁県 (河北省)
曲梁県（きょくりょう-けん）は、中華人民共和国河北省にかつて存在した県。現在の邯鄲市永年区東部に相当する。
西晋により設置され、南北朝時代、北斉により廃止された。